# 김사니
김사니(1981년 6월 21일 ~ )는 대한민국의 배구 선수, 지도자이다. 현역 시절 포지션은 세터로 1999년 세계 주니어 선수권 대회에서 대표팀을 3위로 이끌며, 주목을 받았다. 이후 도로공사 배구단에서 선수 생활을 시작했으며, 팀의 주축으로 활동했다. 이후 2006-07 시즌에 도로공사를 떠나 인삼공사 배구단으로 이적하여 활동했다. 2013년에는 아제르바이잔 슈퍼 리그의 팀인 로코모티프 바쿠에서 1년간 활동했고, 기업은행 배구단에 복귀하여 2017년까지 뛰다가 은퇴했다.

## 선수 경력
선수 시절 주 포지션은 세터였고 1999년부터 2007년까지 구미 한국도로공사 EX에서 활약했으며, 2006~2007 시즌 종료 후 한국 배구 연맹에서 처음 시행한 FA제도를 통해 대전 KT&G 아리엘즈로 이적하였다. 이적 3년만인 2009~2010 시즌에서 생애 처음으로 우승하였고, 시즌이 끝난 직후 다시 FA 자격을 취득하여 인천 흥국생명 핑크스파이더스로 이적했다. 2012-13 시즌 후 FA 자격을 얻고 아제르바이잔 배구 슈퍼 리그의 로코모티프 바쿠로 이적했다. 2014년 FA자격으로 화성 IBK기업은행 알토스와 계약하며 대한민국으로 복귀하여 정규 리그 준우승, 챔프전 우승에 챔프 MVP 자리에 올랐다.
대한민국 여자 배구 국가대표팀의 일원으로도 활약하였으며, 고등학교 3학년 때인 1999년에 아시아 배구 선수권 대회를 통해 성인 대표로 첫 차출된 후 2010년 아시안 게임과 2012년 하계 올림픽에 주장으로 참가하였다.
2016-2017 시즌, 팀을 챔프 우승으로 이끈 후 은퇴를 결정하고, IBK기업은행은 그동안의 노고를 인정하여 9번을 김사니의 영구결번으로 지정하였다. 이는 남자부 안산 OK저축은행 러시앤캐시의 로버트랜디 시몬(13) 이후 두 번째이다.

## 선수 은퇴 이후
2017-2018 시즌부터 2019-20 시즌까지 SBS 스포츠 배구 해설위원으로 활동하다가 2020년 5월 8일 친정팀인 화성 IBK기업은행 알토스의 코치로 전격 부임했다. 그러나 2021년 11월에 감독인 서남원과의 불화를 빚으며 감독에 대한 항명 사태를 일으켜 팀을 이탈하였다. 그러나 기업은행 측에서는 서남원을 경질하였고, 논란 속에서 감독대행을 맡았다. 이후 비난 여론이 계속 일자 12월 2일에 사퇴하였다.

## 국가대표팀
- 1999년 아시아 여자 배구 선수권 대회
- 1999년 여자 배구 월드컵
- 2001년 아시아 여자 배구 선수권 대회
- 2002년 FIVB 세계 여자 배구 선수권 대회
- 2002년 아시안 게임
- 2003년 아시아 여자 배구 선수권 대회
- 2003년 여자 배구 월드컵
- 2004년 배구 월드그랑프리
- 2004년 하계 올림픽
- 2005년 아시아 여자 배구 선수권 대회
- 2006년 배구 월드그랑프리
- 2006년 FIVB 세계 여자 배구 선수권 대회
- 2006년 아시안 게임
- 2007년 여자 배구 월드컵
- 2009년 그랜드챔피언스컵
- 2010년 AVC컵
- 2010년 FIVB 세계 여자 배구 선수권 대회
- 2010년 아시안 게임
- 2012년 하계 올림픽

## 수상 경력

### 개인
- V-리그 챔프전 MVP: 2015
- V-리그 베스트7: 2016
- V-리그 세터상: 2005, 2006
- KOVO컵 MVP: 2008
- 한국배구슈퍼리그 서브상: 2003

## 사생활
대구시청 배구단에서 뛰고 있는 이재은과 외사촌 관계이다.